# روبرت كولمان (جيولوجي)
روبرت كولمان (بالإنجليزية: Robert G. Coleman)‏ هو جيولوجي أمريكي، ولد في 5 يناير 1923.